# Schefflera vidaliana
Schefflera vidaliana är en araliaväxtart som beskrevs av Chih Bei Shang. Schefflera vidaliana ingår i släktet Schefflera och familjen araliaväxter.
Artens utbredningsområde är Vietnam. Inga underarter finns listade.